# Trompa de buit

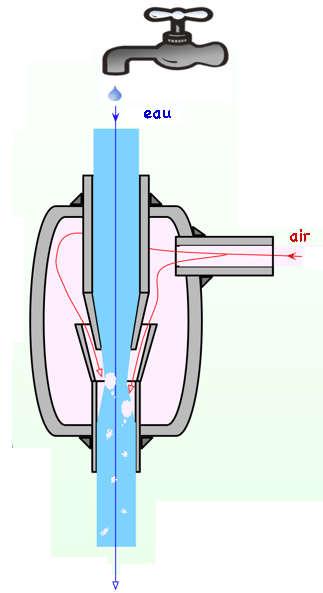
Esquema de funcionament d'una trompa de buit

Una trompa de buit o trompa d'aigua és un equip de laboratori que permet produir un buit en un espai confinat mitjançant un corrent d'aigua, per exemple a una destil·lació a pressió reduïda o filtració a través d'un embut Buchner. Se'n fabriquen en diferents materials. N'hi ha de metàl·liques, de vidre, etc.
La trompa de buit es compon d'un cos cilíndric buit que al seu costat té una presa d'aspiració (perpendicular a l'eix del tub) i un sistema de fixació per a la connexió del tub a una aixeta d'aigua. El cos buit té una secció reduïda a l'entrada de la presa d'aspiració, creant així un buit per efecte Venturi i produeix al fenomen de succió.
La trompa de buit és una solució eficaç, però utilitza una gran quantitat d'aigua (l'aixeta ha d'estar obert durant tot el temps que dura l'aspiració). Les pressions assolides són en el rang de 10 a 15 mm Hg, que correspon a 1,3-2% de la pressió atmosfèrica normal (és a dir, 760 mm Hg). Per assolir valors més baixos, s'ha d'emprar una bomba de buit a pressions de prop de 0,1 mm Hg per a la més eficaç.

## Nota
1. ↑  Vajpayee. Phacoemulsification Surgery.  Jaypee Brothers Publishers, p. 125–. ISBN 978-81-8061-516-0 [Consulta: 18 desembre 2011].[Enllaç no actiu]